# Anatol von Roessel
Anatol von Roessel (* 4. November 1877 in Budapest, Österreich-Ungarn; † 30. Oktober 1967 in Ober-Hambach, heute Stadt Heppenheim (Bergstraße)) war ein staatenloser Pianist, Musikkritiker und Klavierpädagoge österreichisch-russischer Herkunft.

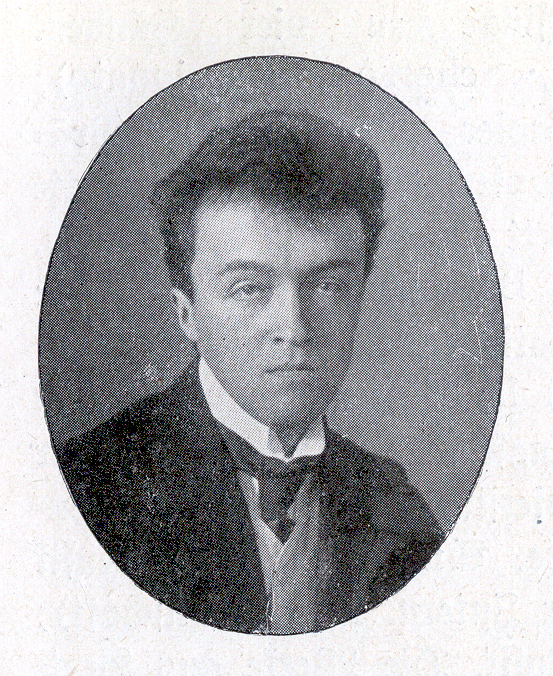
Anatol von Roessel, um 1910

## Leben
Der Vater war Österreicher, die Mutter Russin, eine seiner Großmütter Elsässerin. Sein Vater war ebenfalls Konzertpianist und von 1877 bis 1878 Schüler von Franz Liszt, der auch Taufpate von Anatol von Roessel war. Bald nach der Geburt von Anatol zog die Familie nach Odessa, wo der Vater Kaiserlich Russischer Musikdirektor geworden war. Roessel wurde russisch-orthodox erzogen. Er wuchs dreisprachig auf, zu Russisch, Deutsch und Ukrainisch kam auf dem Gymnasium die französische Sprache dazu, die er bald perfekt beherrschte. Nach dem Abitur in Odessa gab er in Südrussland Konzerte, um die Mittel für ein angestrebtes Studium am Konservatorium Leipzig zu bekommen.
1905 wurde er mehrfach zur Einspielung von insgesamt 25 Stücken für das Reproduktionsklavier Welte-Mignon eingeladen.
In Leipzig studierte er bei dem berühmten Pianisten Alfred Reisenauer. Das Studium schloss er Ende 1904 ab und gewann den dortigen Mozartpreis. Reisenauer berief ihn als einzigen Assistenten an seine Meisterschule, wo er bis zum frühen Tod Reisenauers 1907 wirkte.
Er ging offensichtlich kurz danach nach Erfurt. Laut Pressemeldungen war er am 14. November 1907 im Erfurter Musikverein zum ersten Mal aufgetreten. 1913 würdigte der "Erfurter Allgemeine Anzeiger" sein inzwischen 25. Konzert.  
Von 1910 bis 1914 war er Leiter der Ausbildungsklasse an der Erfurter "Akademie der Tonkunst", in der Gartenstraße 52. Auch unternahm er Konzertreisen durch Deutschland, Frankreich, Schweden und Russland, wo er bedeutende pianistische Erfolge errang. Es ist denkbar, dass er im März 1913,  als er mit dem Direktor des Erfurter Konservatoriums, dem Musikpädagogen Walter Hansmann (1875–1963), im Saal des "Europäischen Hofes" in der Meister-Eckehart-Straße seinen Abschied gab und sich ins Privatleben zurückzog.
Am Ersten Weltkrieg musste er offensichtlich nicht teilnehmen. Von Mai bis November 1914 betätigte er sich jedenfalls als Bauherr und ließ eine Villa in Erfurts bester Wohngegend errichten, die er weitgehend selbst entwarf. Das Geld für den Hausbau in der Cyriakstraße 21 stammte offenbar aus der Hand seines Schwiegervaters. Der hieß nicht nur Müller, sondern war auch Müller der Kartäusermühle (Erfurt). Der Erlös des Verkaufs der Mühle an Adolf Filß ermöglichte wohl der Tochter Anna, die Anatol geheiratet hatte, die Finanzierung.
1925 verkaufte er jedenfalls das Haus in der Cyriakstraße an die Pianistin und Offizierswitwe von Dosky, verließ Erfurt und ging nach Paris.
Roessel war russischer Staatsbürger, wurde aber nach der Oktoberrevolution in Russland staatenlos.
In Paris war er als Musikkritiker tätig. Er schrieb für die internationale Musikpresse, u. a. für die Zeitschrift L' art musical und war Korrespondent der Neuen Zeitschrift für Musik, auch war er Vizepräsident der Critique étrangère en France.
Inzwischen geschieden, kehrte er im Juli 1939 zur Regelung von Privatangelegenheiten nach Deutschland zurück. Hier erlebte er auch den Kriegsausbruch im September 1939. 1940 ging er kurz nach Paris zurück, zog sich aber bald, seiner Existenzgrundlage beraubt, aufs bayerische Land zurück. Als Staatenloser hatte er im NS-Deutschland einen nicht einfachen Status. Der international renommierte Musiker und Kritiker fand Unterschlupf im Landschulheim Neubeuern bei Rosenheim, wo er als Klavierpädagoge und Konzertmeister tätig war. 1941 schlossen die Nationalsozialisten das Internat als „politisch unzuverlässig“.
Auf Einladung der Odenwaldschule konnte er im selben Jahr nach Ober-Hambach ziehen, um dort ebenfalls als Klavierpädagoge zu wirken. In der Odenwaldschule wirkte Roessel bis ins hohe Alter, seine Existenz wurde durch die Schulgemeinschaft gesichert.